# Jádson
Jádson Rodrigues da Silva, mer känd som Jádson, född 5 oktober 1983 i Londrina, är en brasiliansk fotbollsspelare som spelar för Athletico Paranaense.

## Karriär
Under säsongen 2005 värvades han till Sjachtar Donetsk för 3,5 miljon pund från Atletico Paranaense.
Han gjorde det avgörande 2–1 målet på övertid i finalen av UEFA-cupen 2008/2009 mot Werder Bremen i İstanbul och blev utsedd till Matchens spelare. Han gjorde sammanlag nio mål i europeiska tävlingar 2008/2009, fyra i UEFA-cupen och fem i Champions League, där han gjorde ett hattrick mot FC Basel.

## Meriter
Sjachtar Donetsk
- Ukrainska ligan: 2004/2005, 2005/2006, 2007/2008
- Ukrainska cupen: 2008
- Ukrainska supercupen: 2005, 2008, 2010
- UEFA-cupen: 2008/2009